# Eduardo Bedia Peláez
Eduardo 'Edu' Bedia Peláez (Santander, 23 de març de 1989) és un futbolista professional càntabre, que ocupa la posició de migcampista.

## Carrera esportiva
Sorgeix del planter del Racing de Santander. El 24 de setembre de 2008 debuta amb el primer equip a la màxima categoria, en partit contra el Vila-real CF. Eixa temporada sumaria un total de 12 partits amb els santanderins.
Ha estat internacional espanyol sub-20 i sub-21. Va guanyar la Medalla d'Or als Jocs de la Mediterrània del 2009.